# 스마트 체이스
《스마트 체이스》(极致追击, S.M.A.R.T. CHASE, 영국 개봉명: The Shanghai Job)는 중국에서 제작된 찰스 마틴 감독의 2017년 액션, 모험, 범죄, 드라마, 스릴러 영화이다. 올랜도 블룸 등이 주연으로 출연하였고 웨이 한 등이 제작에 참여하였다. 이 영화는 2017년 9월 30일 중국에서 개봉되었으며, 이후 다른 국가들에 대해 개봉 날짜가 책정되었다.

## 출연

### 주연
- 올랜도 블룸
- 임달화
- 오뢰
- 쿤링

### 조연
- 슝다이린
- 양정
- 잉다
- 석행우

## 기타
- 공동제작: 팀 콜
- 미술: 조라나 젠